# Europejska Nagroda Muzyczna MTV dla najlepszego solowego wykonawcy
Europejska Nagroda Muzyczna MTV dla najlepszego solowego wykonawcy – nagroda przyznawana przez redakcję MTV Europe podczas corocznego rozdania MTV Europe Music Awards. Nagrodę dla najlepszego wykonawcy solowego po raz pierwszy i dotychczas jedyny raz przyznano w 2007 r. O zwycięstwie decydują widzowie za pomocą głosowania internetowego i telefonicznego (smsowego).

## Zwycięzcy i nominowani

### 2007
- Avril Lavigne
  - Christina Aguilera
  - Nelly Furtado
  - Mika
  - Rihanna
  - Justin Timberlake